# Lampre-Daikin/2000
Deze pagina geeft een overzicht van de Lampre-Daikin wielerploeg in 2000.

## Algemeen
Sponsor: Lampre (staalfabrikant), Daikin (electronicabedrijf)
Algemeen manager: Giuseppe Saronni
Ploegleiders: Pietro Algeri, Maurizio Piovani, Brent Copeland
Fietsmerk: Fondriest

## Renners
| Naam                | Geboortedatum | Nationaliteit | Ploeg 1999                         |
| ------------------- | ------------- | ------------- | ---------------------------------- |
| Matteo Algeri       | 15-05-1976    | Italië        |                                    |
| Franco Ballerini    | 11-12-1964    | Italië        |                                    |
| Sergio Barbero      | 17-01-1969    | Italië        | Mercatone Uno-Bianchi              |
| Raivis Belohvosciks | 21-01-1976    | Letland       |                                    |
| Rubens Bertogliati  | 09-05-1979    | Zwitserland   | Neoprof                            |
| Simone Bertoletti   | 25-08-1974    | Italië        |                                    |
| Oscar Camenzind     | 20-09-1971    | Zwitserland   |                                    |
| Marco Cannone       | 24-04-1974    | Italië        | Amore & Vita-Giubileo 2000-Beretta |
| Massimo Codol       | 27-02-1973    | Italië        |                                    |
| Marco Della Vedova  | 27-06-1972    | Italië        |                                    |
| Ludo Dierckxsens    | 14-10-1964    | België        |                                    |
| Matteo Frutti       | 29-01-1975    | Italië        |                                    |
| Juan Manuel Gárate  | 24-04-1976    | Spanje        | Neoprof                            |
| Robert Hunter       | 22-04-1977    | Zuid-Afrika   |                                    |
| Gabriele Missaglia  | 24-07-1970    | Italië        |                                    |
| Luciano Pagliarini  | 18-04-1978    | Brazilië      | Stagiair                           |
| Mariano Piccoli     | 11-09-1970    | Italië        |                                    |
| Marco Pinotti       | 25-02-1976    | Italië        |                                    |
| Marco Serpellini    | 14-08-1972    | Italië        |                                    |
| Gilberto Simoni     | 25-08-1971    | Italië        | Ballan-Alessio                     |
| Zbigniew Spruch     | 13-12-1965    | Polen         |                                    |
| Ján Svorada         | 28-06-1968    | Tsjechië      |                                    |
| Johan Verstrepen    | 21-10-1967    | België        |                                    |

## Overwinningen
| Tirreno-Adriatico 2e etappe: Ján Svorada Ronde van het Baskenland 1e etappe: Massimo Codol Ronde van Trentino 1e etappe, deel A: Ján Svorada 2e etappe: Sergio Barbero 3e etappe: Ján Svorada Euskal Bizikleta 3e etappe: Marco Serpellini Zuid-Afrikaans kampioenschap op de weg Tijdrit: Robert Hunter Ronde van Italië 14e etappe: Gilberto Simoni 21e etappe: Mariano Piccoli Ronde van Zwitserland 5e etappe: Raivis Belohvosciks Eindklassement: Oscar Camenzind | Ronde van Catalonië 4e etappe: Gabriele Missaglia HEW Cyclassics Gabriele Missaglia Ronde van Nederland 2e etappe: Robert Hunter 3e etappe, deel A: Robert Hunter Ronde van Spanje 13e etappe: Mariano Piccoli 16e etappe: Gilberto Simoni 19e etappe: Mariano Piccoli GP Industria & Commercio di Prato Sergio Barbero Ronde van Emilia Gilberto Simoni Japan Cup Massimo Codol |

## Teams

### Ronde van Polen
4 september–10 september
- [57.] Zbigniew Spruch
- [58.] Raivis Belohvoščiks
- [59.] Rubens Bertogliati
- [60.] Matteo Algeri
- [61.] Marco Cannone
- [62.] Robert Hunter
- [63.] Marco Pinotti
- [64.] Luciano Pagliarini

Mannen:1991 · 1992 · 1993 · 1994 · 1995 · 1996 · 1997-1998 · 1999 · 2000 · 2001 · 2002 · 2003 · 2004 · 2005 · 2006 · 2007 · 2008 · 2009 · 2010 · 2011 · 2012 · 2013 · 2014 · 2015 · 2016 · 2017 · 2018 · 2019 · 2020 · 2021 · 2022 · 2023 · 2024 · 2025
Vrouwen:2022 · 2023 · 2024 · 2025